# Poesia religiosa
La poesia religiosa è un tipo di poesia tipica della religione cristiana nel periodo dell'XI secolo, ossia quando si afferma la lirica italiana. Si sviluppa in Umbria, ed è scritta infatti in volgare umbro.
Il componimento tipico è la lauda, caratterizzato da una metrica semplice e dai versi uniti tramite assonanze. Originariamente queste liriche erano unicamente orali ma progressivamente furono raccolti in laudari, dove i testi vennero suddivisi per temi o in base all'ordine delle festività religiose.
Caratteristico di questo tipo di poesia è l'espressione della fede e/o l'insegnamento di comandi fondamentali di essa, in ogni caso destinata ad un pubblico vasto, e proprio per questo, si usava il dialetto.
La poesia religiosa è considerata la prima forma di letteratura italiana e sarà destinata a diventare la prima forma di teatro definita da dialoghi presenti anche nel componimento poetico.
Di questo movimento i massimi esponenti sono Francesco d'Assisi (1182 - 1226), Iacopone da Todi (1236 - 1306), entrambi di origine umbra, e il loro epigono Bianco da Siena (1350 circa - 1399).
Il primissimo esempio di poesia religiosa cristiana può essere considerato l'Anonymi carmen De laudibus Domini, componimento in 148 esametri risalente alle origini del Cristianesimo e precedente all'apologetica latina.